# ギズボーン (ニュージーランド)
座標: 南緯38度39分 東経178度00分 / 南緯38.650度 東経178.000度
ギズボーン （英：Gisborne、マオリ語：Tūranga-nui-a-Kiwa）は、ニュージーランド北島の北東部にある都市。人口3万7000人（2020年）。ギズボーン地方の中心都市。

## 概要

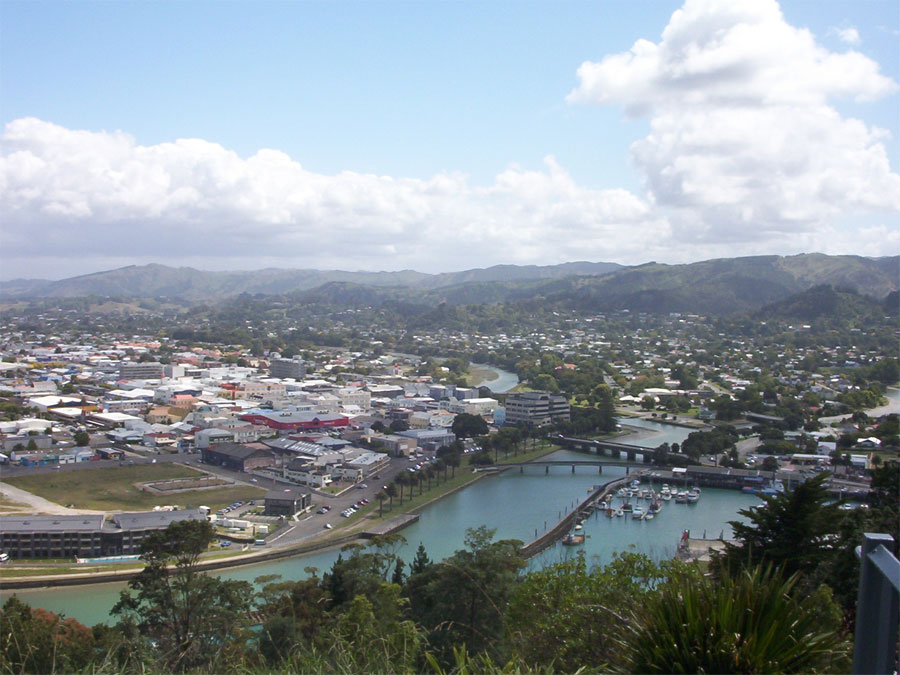
ギズボーン

商業港であるが、温暖な気候と美しい自然からリゾート地・保養地としても知られ、サッカーやクリケットの拠点として有名である。
ギズボーン市内の湾からすぐの場所にカイテイ山（Kaiti Hill）がある。また、周囲には美しいビーチがあり、海水浴場になっている。

## 歴史
「Tūranga-nui-a-Kiwa」とはマオリ語で「キワの停泊場所」を意味し、マオリ人が最初にニュージーランドにカヌーを接岸した場所とされる。
またこの市は、マオリ人とイギリス人の間で行われたマオリ戦争の舞台でもある。

## 経済

### 第一次産業
主な産業は、農業、園芸、林業がある。また、ワインの生産地でもある。

### 第二次産業
ギズボーン港の港湾都市として、輸出用の貨物を積んでいる船など多くの船が行きかっている。

### 第三次産業
温暖な気候と美しい自然からリゾート地・保養地などを活かした観光業が盛んである。

## 対外関係

### 姉妹都市･提携都市
- 野々市市（日本国 中部地方 石川県）
- ギズボーン（オーストラリア連邦 ビクトリア州）
- パームデザート（アメリカ合衆国 カリフォルニア州）
- ヴァルベルデ･ベル･ハジャーノ（スペイン王国 カスティーリャ・イ・レオン州 セゴビア県）

### 姉妹港･提携港
- 蒲郡港（日本国 中部地方 愛知県）
- 日照港（中華人民共和国 山東省）